# ستيوارت سميث (موسيقي)
ستيوارت سميث (بالإنجليزية: Stuart Smith)‏ هو موسيقي بريطاني، ولد في 30 مايو 1956.

## وصلات خارجية
- الموقع الرسمي
- ستيوارت سميث على موقع IMDb (الإنجليزية)
- ستيوارت سميث على موقع ميوزك برينز (الإنجليزية)
- ستيوارت سميث على موقع ديسكوغز (الإنجليزية)